# La sposa occidentale
Sedmnácté Battistiho album La sposa occidentale se v roce 1990 v Itálii stalo po dobu dvou týdnů 4. nejprodávanějším albem a 34. nejprodávanějším v celém roce 1990. Je třetím z pěti alb, které vytvořil s básníkem Pasqualem Panellou. Aranžmá skladeb působí jako techno. Bylo nahráno v Londýně.

## Seznam skladeb
1. Tu non ti pungi più 5:21
2. Potrebbe essere sera 5:18
3. Timida molto audace 5:10
4. La sposa occidentale 5:30
5. Mi riposa 5:56
6. I ritorni 5:20
7. Alcune noncuranze 6:28
8. Campati in aria 4:54

## Skupina
- bicí: Andy Duncan
- elektrická kytara: Paul Stacey
- kytara: Mitch Dalton
- basa: Joe Skeete
- kláves: John Young
- trubka: Derek Watkins